# Viva Bianca
Viva Skubiszewski mais conhecida como Viva Bianca  (Austrália, 17 de novembro de 1983) é uma atriz australiana conhecida por seu papel como Ilithyia na série Spartacus: Blood and Sand. Bianca se formou na Western Australian Academy of Performing Arts. Ela é filha de Cezary Skubiszewski, um compositor polonês naturalizado Australiano.

## Carreira
Bianca já apareceu em várias séries televisivas australianas como Eugenie Sandler P.I., Marshall Law, All Saints and The Strip. Ela também apareceu em filmes australianos como  Accidents Happen e Bad Bush.
Bianca estrelou como Ilithyia - a filha do senador  Albinius e esposa de Glaber na série Spartacus: Blood and Sand.

## Filmografia
| Ano  | Título                    | Papel                  | Notas                           |
| ---- | ------------------------- | ---------------------- | ------------------------------- |
| 2000 | Eugénie Sandler P.I.      | Adriana                | Episode: "1.11" Episode: "1.12" |
| 2002 | Marshall Law              | Tiffany                | Episode: "The Perfect Sister"   |
| 2003 | Blue Heelers              | Tammy King             | Episode: "Too Hard Basket"      |
| 2006 | All Saints                | Michaeley Kratt        | Episode: "Breaking Point"       |
| 2008 | The Strip                 | Serena                 | Episode: "1.12"                 |
| 2009 | Accidents Happen          | Becky                  |                                 |
| 2009 | Bad Bush                  | Ophelia                |                                 |
| 2010 | Spartacus: Blood and Sand | Ilithyia               | 13 episodes                     |
| 2011 | X: Night of Vengeance     | Holly Rowe             |                                 |
| 2011 | Panic at Rock Island      | Paige                  | TV movie                        |
| 2012 | Spartacus: Vengeance      | Ilithyia               | 10 episodes                     |
| 2014 | Scorned                   | Jennifer               |                                 |
| 2014 | The Reckoning             | Detective Jane Lambert |                                 |
| 2014 | Turkey Shoot              | Cmdr Jill Wilson       |                                 |
| 2015 | A Prince for Christmas    | Emma                   | TV Movie                        |
| 2016 | Just Add Magic            | Trudith Winters        | Episode: "1.8"                  |
| 2016 | Showing Roots             | Dee                    | TV Movie                        |
| 2017 | Blind                     | Deanna                 |                                 |
| 2018 | Can't Have You            | Laura                  | Completed                       |
| 2018 | Minutes to Midnight       | Emily                  | Completed                       |